# Mozilla Firefox 3.6
Mozilla Firefox 3.6 (precedentemente conosciuto come Mozilla Firefox 3.2) è un browser web, che ha rimpiazzato Mozilla Firefox 3.5.

## Aggiornamenti periodici per Firefox 3.6
A gennaio 2010, dopo vari slittamenti nella roadmap iniziale è stato intrapreso un netto cambio di rotta nel modo in cui le novità vengono implementate nel browser.
Gli sviluppatori hanno infatti deciso di non rilasciare una versione 3.7 di Firefox ma di integrare man mano le varie novità in aggiornamenti minori per il ramo 3.6, fino alla major release.
Una novità è l'utilizzo di un proprio processo per i plugin Quick Time, Adobe Flash e Microsoft Silverlight (tramite un'implementazione parziale di Electrolysis), caratteristica indicata dal nome in codice Lorentz e implementata in Firefox 3.6.4 nelle versioni per Windows e Linux.

## Versioni

### Versioni preliminari
Le versioni di test pubblicate sono:
- Namoroka Alpha 1 (3.6a1) - 7 agosto 2009
- Mozilla Firefox 3.6 Beta 1 (3.6b1) - 30 ottobre 2009
- Mozilla Firefox 3.6 Beta 2 (3.6b2) - 11 novembre 2009
- Mozilla Firefox 3.6 Beta 3 (3.6b3) - 18 novembre 2009
- Mozilla Firefox 3.6 Beta 4 (3.6b4) - 27 novembre 2009
- Mozilla Firefox 3.6 Beta 5 (3.6b5) - 17 dicembre 2009
- Mozilla Firefox 3.6 RC 1 (3.6RC1) - 8 gennaio 2010
- Mozilla Firefox 3.6 RC 2 (3.6RC2) - 17 gennaio 2010

### Versioni finali
Dall'uscita della versione finale, sono state pubblicate le seguenti versioni stabili:
- Mozilla Firefox (3.6) - 21 gennaio 2010
- Mozilla Firefox (3.6.2) - 22 marzo 2010
- Mozilla Firefox (3.6.3) - 1º aprile 2010
- Mozilla Firefox (3.6.4) - 22 giugno 2010
- Mozilla Firefox (3.6.6) - 27 giugno 2010
- Mozilla Firefox (3.6.7) - 20 luglio 2010
- Mozilla Firefox (3.6.8) - 23 luglio 2010
- Mozilla Firefox (3.6.9) - 7 settembre 2010
- Mozilla Firefox (3.6.10) - 15 settembre 2010
- Mozilla Firefox (3.6.11) - 19 ottobre 2010
- Mozilla Firefox (3.6.12) - 27 ottobre 2010
- Mozilla Firefox (3.6.13) - 9 dicembre 2010
- Mozilla Firefox (3.6.14) - 1º marzo 2011
- Mozilla Firefox (3.6.15) - 4 marzo 2011
- Mozilla Firefox (3.6.16) - 22 marzo 2011
- Mozilla Firefox (3.6.17) - 1º maggio 2011
- Mozilla Firefox (3.6.18) - 21 giugno 2011
- Mozilla Firefox (3.6.19) - 11 luglio 2011
- Mozilla Firefox (3.6.20) - 16 agosto 2011
- Mozilla Firefox (3.6.21) - 31 agosto 2011
- Mozilla Firefox (3.6.22) - 6 settembre 2011
- Mozilla Firefox (3.6.23) - 27 settembre 2011
- Mozilla Firefox (3.6.24) - 8 novembre 2011
- Mozilla Firefox (3.6.25) - 20 dicembre 2011
- Mozilla Firefox (3.6.26) - 29 gennaio 2012
- Mozilla Firefox (3.6.27) - 17 febbraio 2012
- Mozilla Firefox (3.6.28) - 13 marzo 2012

## Fine vita
Mozilla ha dismesso il supporto per Firefox 3.6 il 24 aprile 2012. Questo fa di Firefox 3.6, con oltre 27 mesi di sviluppo, la più longeva versione di Firefox, più di Firefox 2 la quale è stata tenuta in produzione per oltre 26 mesi.